# Kirby: Triple Deluxe
Kirby: Triple Deluxe (星のカービィ トリプルデラックス Hoshi no Kābi Toripuru Derakkusu?, "Kirby av stjärnorna: trippel-deluxe") är ett plattformsspel som utvecklades av HAL Laboratory och gavs ut av Nintendo till Nintendo 3DS den 11 januari 2014 i Japan, och i maj samma år i Nordamerika och Europa. Spelet är en del av Kirby-serien.